# Contea di Waseca
La contea di Waseca in inglese Waseca County è una contea dello Stato del Minnesota, negli Stati Uniti. La popolazione al censimento del 2000 era di 19 526 abitanti. Il capoluogo di contea è Waseca